# Операция «Щит Евфрата»
Операция «Щит Евфрата» (тур. Operasyon "Fırat Kalkanı") — военная операция турецких вооружённых сил, при поддержке Свободной сирийской армии, на севере Сирийской Арабской Республики, на территории провинции Алеппо. Проводилась с августа 2016 по конец марта 2017 гг.
Президент Турции Реджеп Тайип Эрдоган в августе 2016 заявил, что данная операция направлена против ИГ и «террористических групп сирийских курдов, угрожающих Турции». В ноябре 2016 Эрдоган заявил, что Турция начала военную операцию в Сирии с целью положить конец правлению сирийского президента Башара Асада.
С декабря 2015 года турецкие войска также проводят военную операцию в соседнем Ираке.

## Цели операции
25 августа турецкие власти потребовали, чтобы курдские отряды (YPG) ушли на восточный берег р. Евфрат, угрожая в противном случае продолжить наступление на территории северной Сирии. Министр обороны Турции Фикри Ышик заявил, что турецкая военная операция в Сирии имеет две цели: обеспечить безопасность сирийско-турецкой границы и добиться того, чтобы «там не было курдов».
29 августа вице-премьер Турции Нуман Куртулмуш заявил, что одна из целей операции — «помешать созданию курдами коридора от Ирака до Средиземного моря». В ответ на призывы США прекратить атаки курдских отрядов (см. ниже ) министр Турции по делам ЕС Омер Челик заявил:

Никто не имеет права говорить нам, с какой террористической организацией стоит бороться, а какую игнорировать.
29 ноября президент Турции Реджеп Эрдоган заявил, что целью операции является свержение Башара Асада, назвав последнего «жестоким тираном».

По моим оценкам, около 1 млн человек погибли в Сирии. Эти смерти все ещё продолжаются — умирают дети, женщины и мужчины. Где ООН? Что она делает? Мы терпели, но в конце концов должны были войти в Сирию вместе со «Свободной сирийской армией». Почему мы это сделали? У нас нет претензий на сирийскую землю. Мы там для установления справедливости. Мы вошли туда, чтобы закончить правление тирана Асада.— Turkey entered Syria to end al-Assad’s rule: President Erdoğan

## Подготовка и ход операции
20 августа 2016 года большое количество боевиков и автоколонна из более чем 50 машин с тяжёлым и средним вооружением пересекли сирийско-турецкую границу через Джераблус.
22 августа, в ответ на теракт в Газиантепе, сухопутные войска Турции нанесли удар из 60 САУ по позициям курдов и Исламского государства (ИГ). Жители Каркамыша вскоре после начала операции были эвакуированы.
Рано утром 24 августа турецкие силы обстреляли позиции ИГ в Джераблусе, в то время как турецкие ВВС бомбили 11 целей с воздуха. Позднее турецкие танки пересекли границу и, примкнув к частям свободной армии Сирии, атаковали город. США заявили, что будут обеспечивать прикрытие с воздуха в борьбе против ИГ. Спустя несколько часов после начала наступления турецкий спецназ и Шам-Легион взяли под контроль первый населённый пункт — Таль-Катийя — террористы покинули посёлок, чтобы укрепить позиции в Джераблусе.
В тот же день боевики бежали, и город был занят практически без боя. Боевики ИГ отошли в сторону г. Эль-Баб.
28 августа турецкие ВВС нанесли удар по территории, занятой курдами, вблизи г. Джераблус. Независимый источник сообщил о гибели в том же районе, по меньшей мере, 35 мирных жителей и четырёх боевиков. Турецкие военные источники назвали погибших курдскими боевиками.
На 29 августа турки вышли к притоку Евфрата к северу от Манбиджа, занимаемого курдами. В тот же день МИД Турции выдвинул курдам ультиматум, потребовав отойти к востоку от Евфрата, на западе которого стоит Джераблус.
3 сентября в находящийся у границы город Эль-Раи (провинция Алеппо) на контролируемую боевиками территорию вошли 20 турецких танков «Леопард», 5 бронетранспортёров и грузовик (для прохода тяжелой техники военные разобрали часть строящейся на границе с Сирией стены) и нанесли удары по позициям ИГ.
По сообщению Генерального штаба Турции, по состоянию на 2 октября с начала операции нанесено 6319 ударов по 1657 объектам террористов, «возвращено под контроль» 960 км². территорий, в том числе населённые пункты Увайшийах, Талл Атийах, Джуббан и эль Эййубийах к югу от города Аль-Рай.
26 октября у позиций ССА взорвался шахид-мобиль, управляемый смертником ИГ — погибли двое и ранен 21, уничтожено семь транспортных средств. Также, вертолёт сирийской армии сбросил бочковые бомбы на позиции ССА у селения Тель Наиф — погибли двое, ещё пятеро ранены — это стало первым ударом со стороны сирийских правительственных войск по поддерживаемой Анкарой ССА, с момента начала турецкой операции.
По состоянию на конец 2016 года турецкая армия не смогла добиться захвата города Аль-Баб, кроме того армия понесла серьёзные потери в людях и технике. Однако, Турция своим вторжением расчленила северо-западный и северо-восточный курдский анклав, что пресекло создание единой курдской автономии на границе Сирии и Турции. Военная операция Турции, направленная и на выдавливание курдов на левый берег Евфрата, достигла цели — полностью взята под контроль граница между Азазом и Евфратом с сирийской стороны. Первый этап операции «Щит Евфрата» завершён — создана буферная зона с целью не допустить на эту территорию курдов. Сообщается, что занятие территорий прошло почти без боёв, а боевики ИГ, ранее контролировавшие их, ушли оттуда, очевидно, по договорённости..
23 февраля 2017 года Вооружённые силы Турции и Сирийская национальная армия в рамках операции «Щит Евфрата» установили контроль над городом Эль-Баб, освобождённым от боевиков ИГ.
К 9 марта 2017 ВС Турции освободила от ИГ все прилегающие к г. Эль-Баб населённые пункты.
10 марта артиллерия турецкой армии обстреливала укреплённые районы Сирийских демократических сил (SDF) вблизи населённых пунктов Маараназ, Айн Дакна и Тель Билуна, а также недалеко от аэродрома «Менаг» к югу от города Аазаз в северной части провинции Алеппо..
29 марта 2017 года Турция завершила операцию «Щит Евфрата».
Июнь: Турция вновь начала проявлять военную активность на севере Сирии, введя 23 июня свои военные подразделения в провинцию Алеппо для борьбы с курдскими формированиями, которых поддерживают США. Турецкие военнослужащие, бронетранспортеры и тяжелая артиллерия направлены в район курдского кантона Африн, где сейчас продолжаются столкновения между протурецкими и курдскими ополченцами.

## Потери
Турецкие военные утверждали, что в 2016 году потеряли пять танков «Leopard 2A4»: 1 от ПТУР TOW-2, 2 от ПТРК «Фагот» и 2 были захвачены. По информации от ИГ и по данным журналистов Die Welt рядом с сирийским городом Аль-Баб было подбито 10 танков, принадлежащих турецкой армии.

## Реакции

### Реакция США
25 августа, находясь с визитом в Анкаре, вице-президент США Джо Байден также потребовал, чтобы части Демократических сил Сирии, руководимые сирийскими курдами, выполнили требования Турции, угрожая, в противном случае, прекратить поддержку со стороны США.
29 августа представители США в регионе заявили, что военные столкновения между Турцией и протурецкими сирийскими повстанцами с одной стороны, и сирийским курдским ополчением — с другой, неприемлемы и должны немедленно прекратиться.
Представитель США при коалиции по борьбе с ИГ Бретт Макгерк заявил:

США не принимают участия в этих действиях, они не были скоординированы с американскими силами, и мы их не поддерживаем. Соответственно, мы призываем все воюющие стороны приостановиться и принять все необходимые меры для деэскалации конфликта, и открыть каналы коммуникаций.

Белый дом готовился рассмотреть секретный план по совместной операции спецназа США и турецких сил в Сирии, но Анкара начала действовать «в одностороннем порядке», не предупредив заранее Вашингтон. Как отмечает издание, когда в Сирии начались столкновения между турецкими силами и курдскими повстанцами, которых непосредственно поддерживают США, Пентагон призывал обе стороны отступить. По словам источников WSJ в Вашингтоне, решение Турции свело на нет тайные усилия и создало для США новую острую проблему: оба их наиболее важных партнёра по антитеррористической кампании воюют друг с другом, а не с «Исламским государством». 30 августа официальный представитель Пентагона Мэтью Аллен сообщил, что возглавляемая США коалиция Сирии создаст новые «каналы связи» для улучшения координации и избежания столкновений с поддерживаемыми США повстанцами на «переполненном поле боя». Подробности Аллен сообщить отказался.

### Реакция сирийских курдов
Сирийские курды утверждают, что Турция лишь хочет оккупировать сирийскую территорию. На требование Турции отступить за Евфрат представители курдских «Отрядов народной самообороны» (YPG) заявили 29 августа, что это уже сделано. В заявлении YPG говорится:

Мы, военный совет Джераблуса и его окрестностей, объявляем об отступлении наших войск к линии южнее реки Саджур, чтобы сохранить жизни гражданского населения и чтобы не осталось никаких причин продолжать бомбардировки деревень и жителей.

### Позиция России
Глава МИД России Сергей Лавров и его турецкий коллега Мевлют Чавушоглу обсудили по телефону ситуацию в Сирии. При этом Москва выразила обеспокоенность действиями турецкой армии на севере САР и их последствиями для процесса урегулирования сирийского конфликта.
По мнению некоторых российских экспертов, борьба с ИГ — лишь повод к операции, основная цель турецких действий — удар по силам самообороны сирийских курдов (YPG) с тем, чтобы не допустить усиления курдов в приграничных районах Сирии. Россия же не так давно укрепила отношения с курдами: 10 февраля 2016 года в Москве было открыто представительство непризнанного государства Сирийский Курдистан. По мнению российских наблюдателей, Турция начала операцию при поддержке США, но без согласования с Россией. Западные наблюдатели придерживаются противоположного мнения (см. ниже ). На словах возражают против операции и сирийские власти в Дамаске, поддерживаемые Россией: сирийский МИД назвал операцию «Щит Евфрата» нарушением суверенитета Сирии. Как указывает научный сотрудник Института востоковедения РАН Григорий Меламедов, операция ставит Кремль в сложное положение между сирийскими властями, курдами и Турцией.